# Минусинский район
Минуси́нский район — административно-территориальная единица (район) и муниципальное образование (муниципальный район) в южной части Красноярского края России.
Административный центр — город Минусинск (не входит в состав района).
Район является одним из туристических центров Красноярского края.

## География
Минусинский район расположен в южной части Красноярского края, на правом берегу реки Енисей, в центральной части Минусинской котловины. Площадь территории 3185 км².
На территории района расположены известное как лечебное озеро Тагарское, озёра Большой и Малый Кызыкуль, несколько более мелких озёр. По территории района протекают реки Туба, Лугавка, Тесинка, Минусинка.
Сопредельные территории:
- север: Краснотуранский район
- северо-восток: Курагинский район
- юго-восток: Каратузский район
- юг: Шушенский район
- юго-запад и запад: Республика Хакасия.

## История
Район образован 4 апреля 1924 года. 5 января 1944 года часть территории Минусинского района была передана в новый Шушенский район, а часть — в новый Алтайский район Хакасской АО.

## Население
| 2002    | 2009    | 2010    | 2011    | 2012    | 2013    | 2014    |
| ------- | ------- | ------- | ------- | ------- | ------- | ------- |
| 26 729  | ↘26 728 | ↘25 872 | ↘25 851 | ↗26 146 | ↗26 190 | ↗26 205 |
| 2015    | 2016    | 2017    | 2018    | 2019    |         |         |
| ↘26 001 | ↘25 954 | →25 954 | ↘25 944 | ↘25 660 |         |         |

## Территориальное устройство
В рамках административно-территориального устройства район включает 13 административно-территориальных единиц — 13 сельсоветов.
В рамках муниципального устройства, в муниципальный район входят 13 муниципальных образований со статусом сельских поселений.:
| №  | Сельские поселения         | Административный центр | Количество населённых пунктов | Население | Площадь, км2 |
| -- | -------------------------- | ---------------------- | ----------------------------- | --------- | ------------ |
| 1  | Большеничкинский сельсовет | село Большая Ничка     | 4                             | ↘1518     | 125,52       |
| 2  | Городокский сельсовет      | село Городок           | 2                             | ↗2496     | 306,74       |
| 3  | Жерлыкский сельсовет       | село Жерлык            | 3                             | ↘928      | 150,46       |
| 4  | Знаменский сельсовет       | село Знаменка          | 5                             | ↘3399     | 454,63       |
| 5  | Кавказский сельсовет       | село Кавказское        | 1                             | ↘1024     | 238,14       |
| 6  | Лугавский сельсовет        | село Лугавское         | 5                             | ↘2094     | 252,50       |
| 7  | Маломинусинский сельсовет  | село Малая Минуса      | 2                             | ↗2193     | 289,08       |
| 8  | Новотроицкий сельсовет     | село Новотроицкое      | 3                             | ↗1893     | 262,65       |
| 9  | Прихолмский сельсовет      | посёлок Прихолмье      | 2                             | ↘1476     | 194,46       |
| 10 | Селиванихинский сельсовет  | село Селиваниха        | 4                             | ↗3441     | 165,64       |
| 11 | Тесинский сельсовет        | село Тесь              | 5                             | ↗3669     | 367,24       |
| 12 | Тигрицкий сельсовет        | село Тигрицкое         | 1                             | ↘1126     | 253,83       |
| 13 | Шошинский сельсовет        | село Шошино            | 2                             | ↘697      | 124,40       |

### Населённые пункты
В Минусинском районе 39 населённых пунктов.
| №  | Населённый пункт       | Тип     | Население | Муниципальное образование  |
| -- | ---------------------- | ------- | --------- | -------------------------- |
| 1  | Большая Иня            | село    | 915       | Тесинский сельсовет        |
| 2  | Большая Ничка          | село    | 853       | Большеничкинский сельсовет |
| 3  | Быстрая                | деревня | 1033      | Новотроицкий сельсовет     |
| 4  | Верхняя Коя            | село    | 333       | Знаменский сельсовет       |
| 5  | Восточное              | село    | 534       | Знаменский сельсовет       |
| 6  | Городок                | село    | 2127      | Городокский сельсовет      |
| 7  | Жерлык                 | посёлок | 71        | Шошинский сельсовет        |
| 8  | Жерлык                 | село    | 607       | Жерлыкский сельсовет       |
| 9  | Знаменка               | село    | 2262      | Знаменский сельсовет       |
| 10 | Кавказское             | село    | ↘1024     | Кавказский сельсовет       |
| 11 | Колмаково              | село    | 347       | Жерлыкский сельсовет       |
| 12 | Комарково              | деревня | 6         | Новотроицкий сельсовет     |
| 13 | Коныгино               | деревня | 82        | Большеничкинский сельсовет |
| 14 | Кривинское             | село    | 5         | Лугавский сельсовет        |
| 15 | Кутужеково             | посёлок | 220       | Лугавский сельсовет        |
| 16 | Кызыкульский           | посёлок | 25        | Тесинский сельсовет        |
| 17 | Лугавское              | село    | 1490      | Лугавский сельсовет        |
| 18 | Майское Утро           | деревня | 3         | Жерлыкский сельсовет       |
| 19 | Малая Иня              | деревня | 316       | Тесинский сельсовет        |
| 20 | Малая Минуса           | село    | 1651      | Маломинусинский сельсовет  |
| 21 | Малая Ничка            | село    | 450       | Большеничкинский сельсовет |
| 22 | Малый Кызыкуль         | деревня | 4         | Тесинский сельсовет        |
| 23 | Николо-Петровка        | село    | 507       | Городокский сельсовет      |
| 24 | Новотроицкое           | село    | 781       | Новотроицкий сельсовет     |
| 25 | Озеро Тагарское        | посёлок | 357       | Лугавский сельсовет        |
| 26 | Опытное Поле           | посёлок | 394       | Селиванихинский сельсовет  |
| 27 | Посёлок имени Крупской | посёлок | 144       | Большеничкинский сельсовет |
| 28 | Пригородный            | посёлок | 122       | Знаменский сельсовет       |
| 29 | Притубинский           | посёлок | 411       | Прихолмский сельсовет      |
| 30 | Прихолмье              | посёлок | 1072      | Прихолмский сельсовет      |
| 31 | Селиваниха             | село    | 2014      | Селиванихинский сельсовет  |
| 32 | Солдатово              | деревня | 247       | Селиванихинский сельсовет  |
| 33 | Суходол                | посёлок | 388       | Маломинусинский сельсовет  |
| 34 | Сухое Озеро            | посёлок | 238       | Знаменский сельсовет       |
| 35 | Тагарский              | посёлок | 47        | Лугавский сельсовет        |
| 36 | Тесь                   | село    | 2401      | Тесинский сельсовет        |
| 37 | Тигрицкое              | село    | ↘1126     | Тигрицкий сельсовет        |
| 38 | Топольки               | посёлок | 486       | Селиванихинский сельсовет  |
| 39 | Шошино                 | село    | 629       | Шошинский сельсовет        |

Упразднённые населённые пункты:
- 2001 год — деревня Паромная Переправа Селиванихинского сельсовета[20]

## Местное самоуправление
Минусинский районный Совет депутатов V созыва
Дата формирования: 13.09.2020. Срок полномочий: 5 лет. Состоит из 21 депутата.
- Председатель Рождествова Ольга Васильевна

Фракции
| Фракция             | Кол-во депутатов |
| ------------------- | ---------------- |
| Единая Россия       | 14               |
| ЛДПР                | 4                |
| Коммунисты России   | 1                |
| Справедливая Россия | 1                |
| Самовыдвижение      | 1                |

Председатель
Глава Минусинского района
- Глухов Сергей Иванович. Дата избрания: 11.10.2022. Срок полномочий: пять лет.

## Экономика
Основная отрасль специализации района — сельское хозяйство.
Сибирской Италией называют Минусинскую котловину за тёплое лето. Минусинская лесостепь — важнейший сельскохозяйственный район Красноярского края.

## Транспорт
Через территорию района проходит трасса федерального значения М54 «Енисей», а также железная дорога «Абакан—Тайшет». Помимо железнодорожной станции Минусинск, на территории района расположены станции Крупская и Жерлык.
На территории района имеются также два моста через Енисей: автомобильно-железнодорожный, а также автомобильный Братский мост.